# 八千代台駅

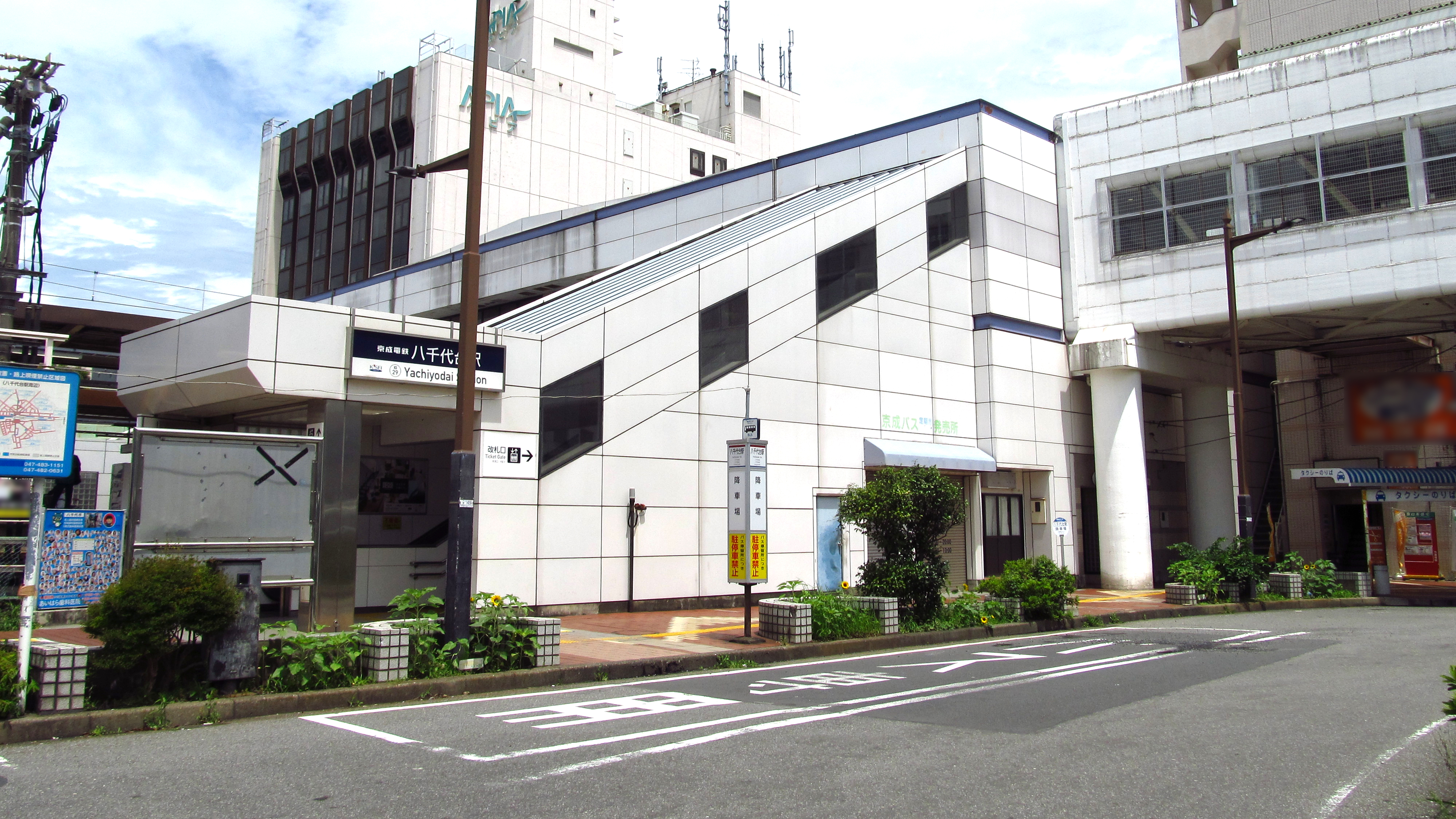
東口（2020年7月）

八千代台駅（やちよだいえき）は、千葉県八千代市八千代台北一丁目にある、京成電鉄本線の駅。駅番号はKS29。
モーニングライナー・イブニングライナーなども含め、当駅を通る旅客列車は臨時の「シティライナー」以外すべて停車する。

## 歴史
- 1956年（昭和31年）3月20日 - 開業[1]。当時は西口のみ設置[2]。
  - 開業以前の駅周辺は「習志野原」（高津新田）と呼ばれた野原であった。
- 1968年（昭和43年） - 東口の工事に着手。
- 1969年（昭和44年）12月15日 - ホームを40m延伸し、ホーム有効長を160mとして、橋上駅舎化[2][3]。
- 1993年（平成5年）12月1日 - 駅舎を2倍以上に拡張し、エスカレーターと車いす対応のリフトを設置[4][5]。
- 1994年（平成6年）3月18日 - 乗り越し精算機と英語の案内を設置[6]。

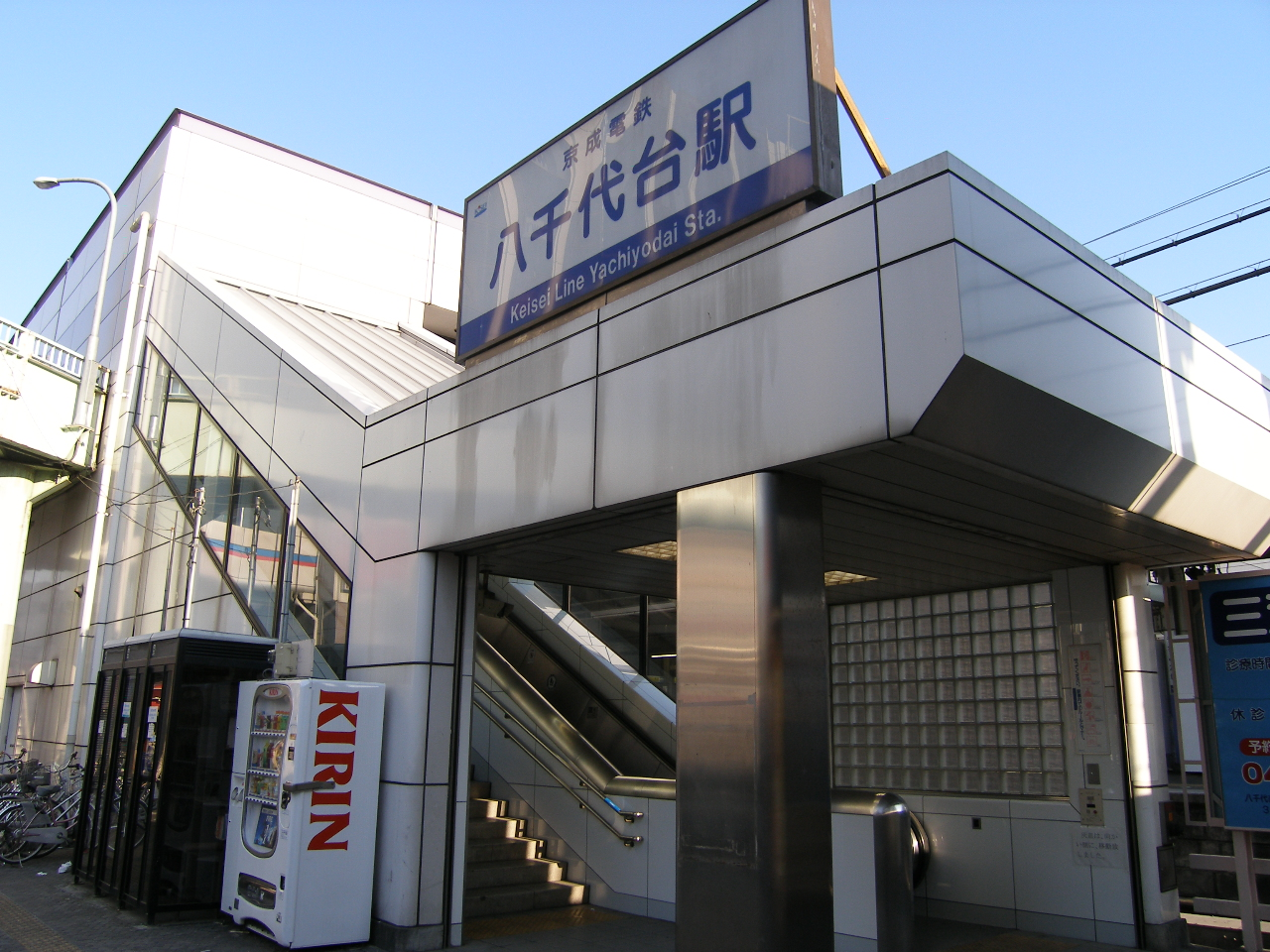
駅名看板更新前の西口（2005年12月）
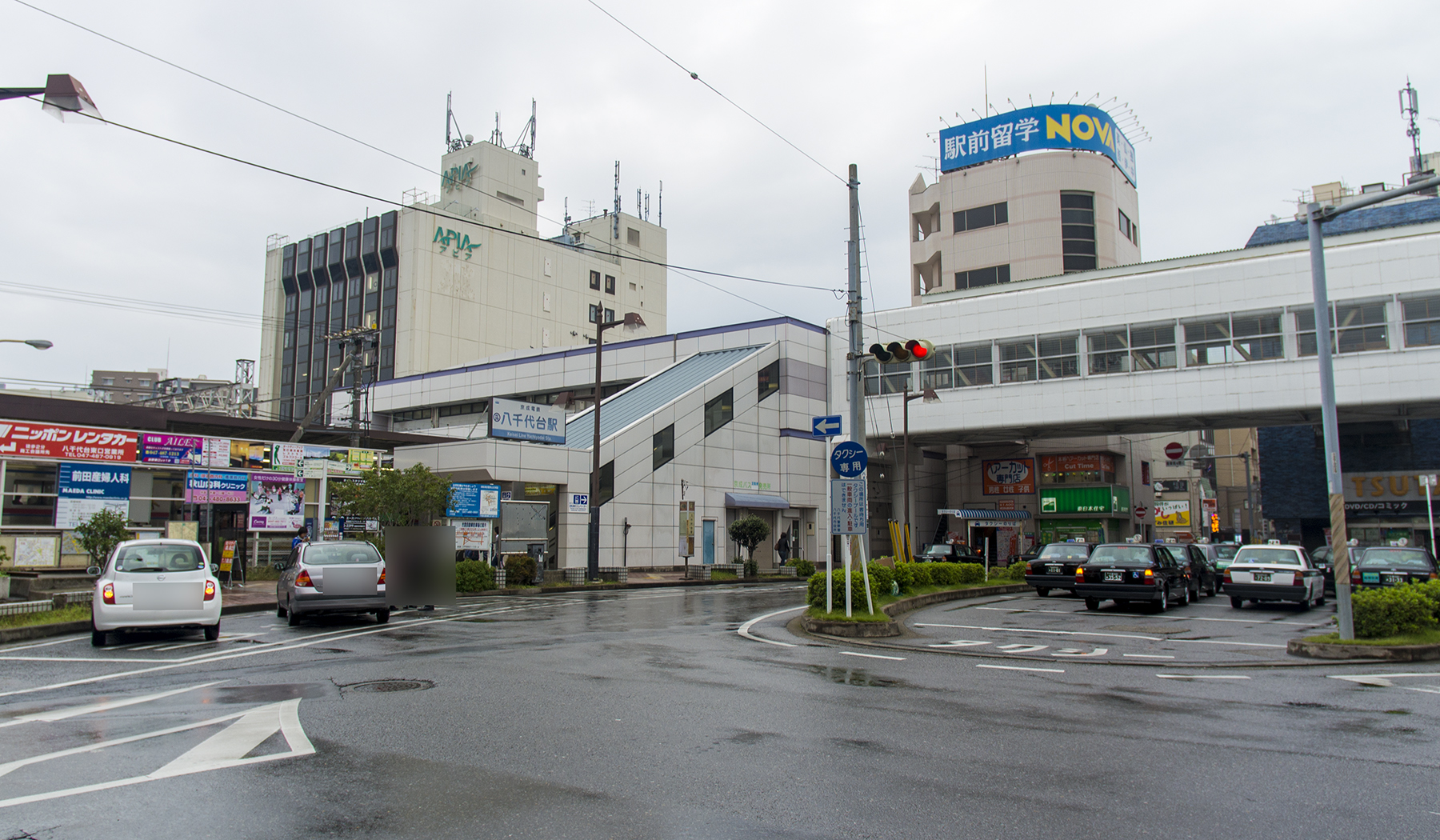
駅名看板更新前の東口（2012年10月）

## 駅構造
島式ホーム2面4線を有し、列車の待避が可能な地上駅。開業当初は相対式ホーム2面2線だったが、その時点で既に待避線用地は確保されていた。橋上駅舎を有する。ホームの両端に渡り線があり、京成・北総鉄道の検査試運転の折り返しに使用されるほか、ダイヤが乱れた際はこの渡り線を使用して当駅からの折り返し運転を行う場合がある。なお、1985年（昭和60年）までは当駅折り返しの定期列車が存在していたが、その後も佐倉市民花火大会の観客輸送のために佐倉方面から当駅止まりの臨時列車が設定されることがある。
2番線の線路中心部に「4貨」という事業用車が止まる停止位置目標が残されている。発車標はLED式で、コンコースと上下線ホームにそれぞれ2台ずつ設置されている。2012年3月に設置され、現在使用されているフルカラーLED式のものは京成津田沼駅で使用されているものの表示内容に準ずるが、それ以前に使用されていたものでは、ホームでは発車時刻の表示がなかった。
コンコースは京成線内の駅の中では広く、改札内正面と改札外の西口側にそれぞれファミリーマートがある。前者は「am/pm」、後者は「MiNi SHOP」からの転換店舗である。西口・東口からコンコースへ、コンコースから各ホームへはエスカレーターが設置されている（西口・東口からコンコースへのエスカレーターは上りのみ）。東口からコンコースへ、コンコースから各ホームへはエレベーターも設置されている。また2022年現在、西口にもエレベーターが設置されている。1・2番線ホームの大和田寄りに「モーニングライナー」券売り場と専用乗車口が設置されている。駅長配置駅。八千代台管区として、京成大久保駅、実籾駅を管理下に置く。
駅構内の主本線は駅周辺を含め直線となっており、高速通過が可能な構造だが、通過列車は設定されていない。

### のりば
| 番線 | 路線     | 方向 | 行先                                              |
| ---- | -------- | ---- | ------------------------------------------------- |
| 1・2 | 京成本線 | 上り | 京成船橋・日暮里・京成上野・押上・ 都営浅草線方面 |
| 3・4 | 京成本線 | 下り | 京成佐倉・京成成田・ 成田空港方面                 |

- 上表の路線名は成田空港線開業後の旅客案内の名称に基づいている。
- 内側の線路（2・3番線）が主本線、外側の線路（1・4番線）が待避線である。
- 1・4番線は日中は回送・試運転を除き使用されず、朝夕の待避に使用される。

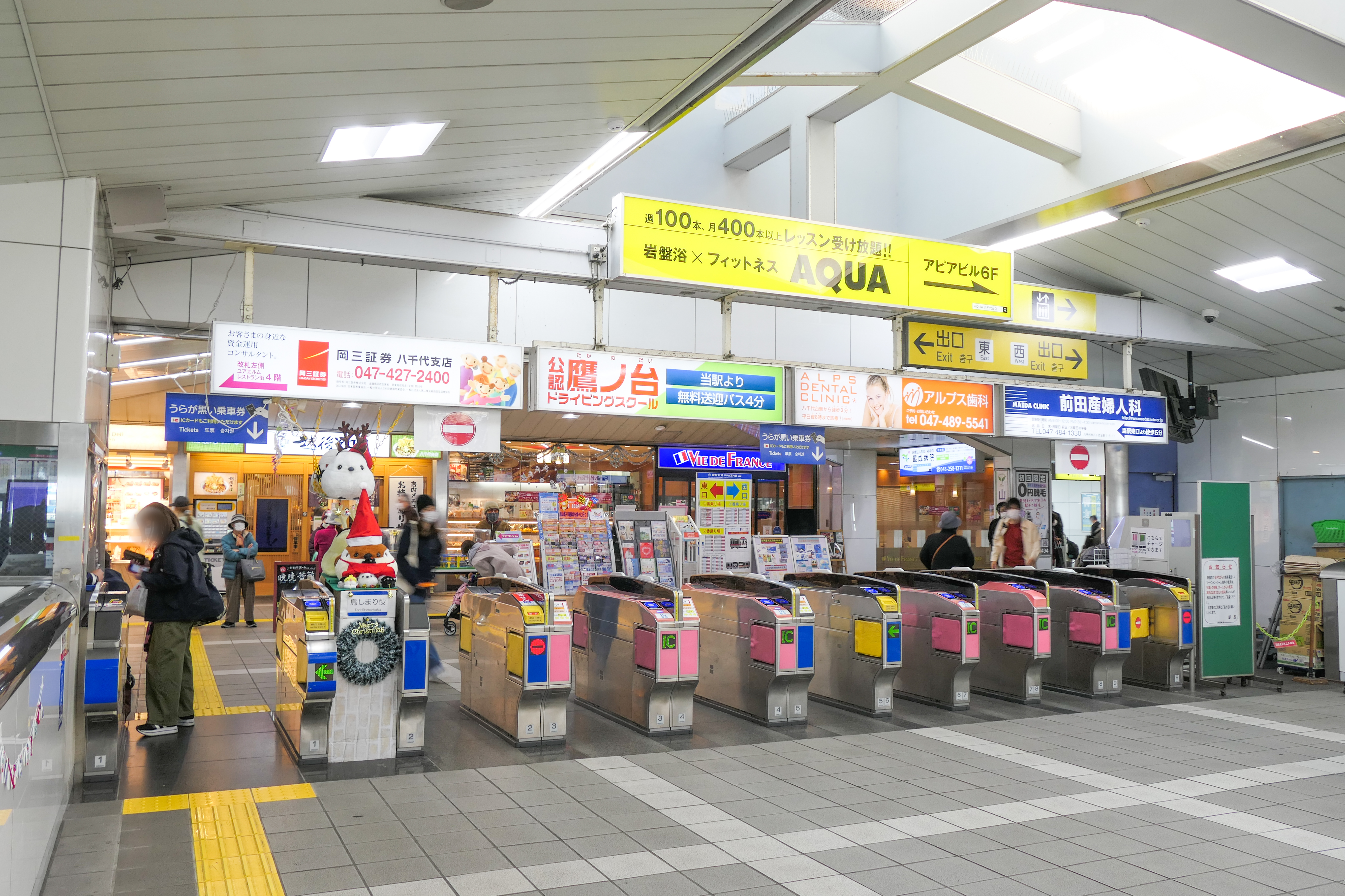
改札口（2021年12月）
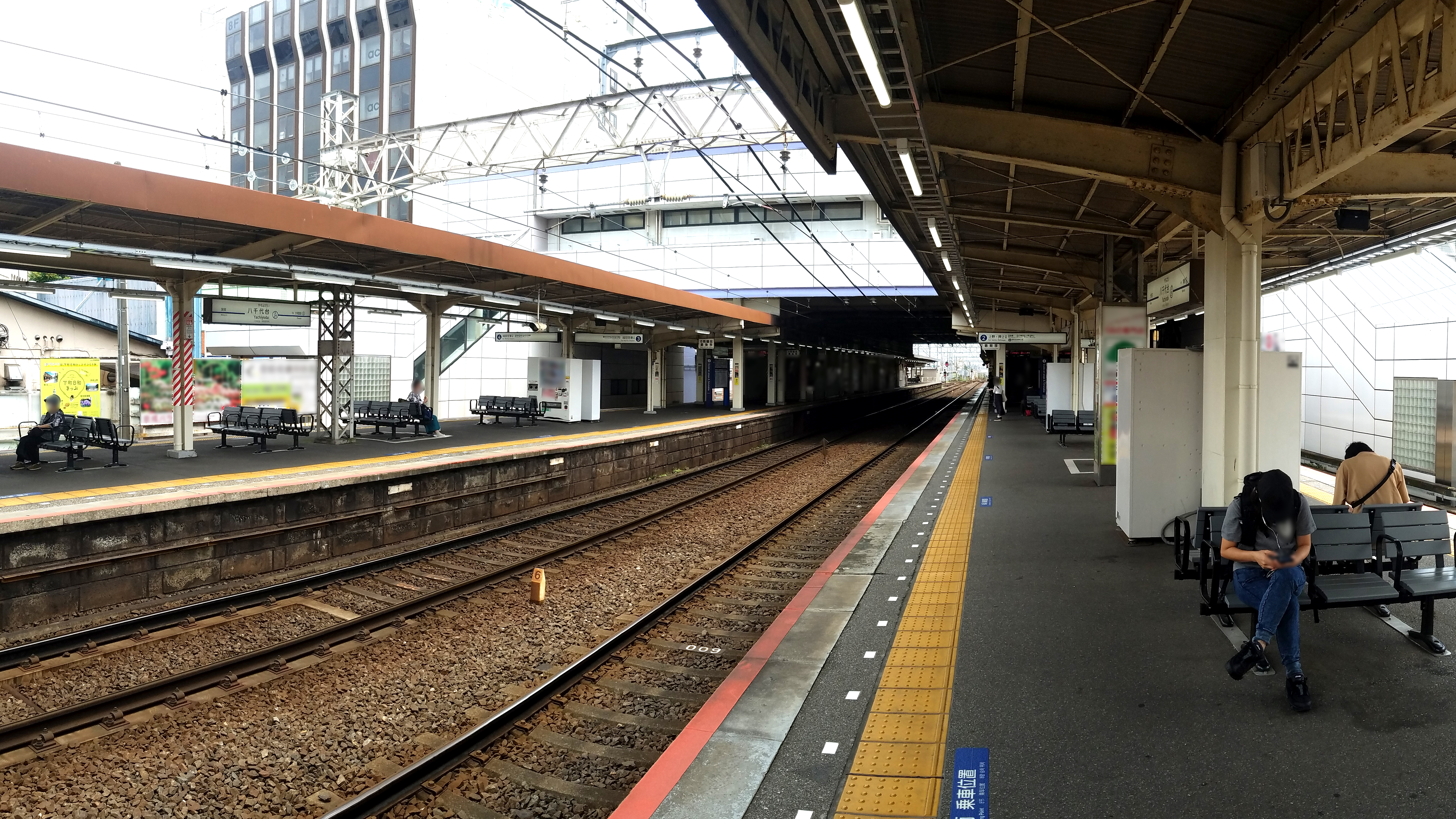
駅ホーム（2020年7月）

## 利用状況
当駅は八千代市の他に花見川団地など千葉市花見川区北部も駅勢圏である。最ピーク時は1日平均乗降人員が7万人を越えていたが、1994年度以降は近隣団地住民の高齢化による乗降客減に伴い、減少傾向に転じた。特に1996年には東葉高速鉄道東葉高速線が開業した影響もあり、2009年度には5万人を下回った。
2024年度の1日平均乗降人員は43,829人である。近年の1日平均乗降人員および乗車人員は下表の通りである。
| 年度               | 1日平均 乗降人員 | 1日平均 乗降人員 | 1日平均 乗車人員 | 1日平均 乗車人員 |
| ------------------ | ---------------- | ---------------- | ---------------- | ---------------- |
| 1975年（昭和50年） |                  |                  | 30,832           | [ 統計 1 ]       |
| 1980年（昭和55年） |                  |                  | 32,379           | [ 統計 2 ]       |
| 1985年（昭和60年） |                  |                  | 33,119           | [ 統計 3 ]       |
| 1990年（平成02年） |                  |                  | 36,960           | [ 統計 4 ]       |
| 1991年（平成03年） |                  |                  | 37,743           | [ 統計 5 ]       |
| 1992年（平成04年） |                  |                  | 37,843           | [ 統計 6 ]       |
| 1993年（平成05年） |                  |                  | 38,438           | [ 統計 7 ]       |
| 1994年（平成06年） |                  |                  | 38,457           | [ 統計 8 ]       |
| 1995年（平成07年） |                  |                  | 37,339           | [ 統計 9 ]       |
| 1996年（平成08年） | 67,755           | [ 統計 10 ]      | 33,939           | [ 統計 11 ]      |
| 1997年（平成09年） | 63,393           | [ 統計 10 ]      | 31,607           | [ 統計 12 ]      |
| 1998年（平成10年） | 61,180           | [ 統計 10 ]      | 30,468           | [ 統計 13 ]      |
| 1999年（平成11年） | 58,892           | [ 統計 10 ]      | 29,323           | [ 統計 14 ]      |
| 2000年（平成12年） | 57,538           | [ 統計 10 ]      | 28,647           | [ 統計 15 ]      |
| 2001年（平成13年） | 56,278           | [ 統計 10 ]      | 27,932           | [ 統計 16 ]      |
| 2002年（平成14年） | 54,597           | [ 統計 10 ]      | 27,077           | [ 統計 17 ]      |
| 2003年（平成15年） | 53,303           | [ * 1 ]          | 26,499           | [ 統計 18 ]      |
| 2004年（平成16年） | 52,140           | [ * 2 ]          | 25,977           | [ 統計 19 ]      |
| 2005年（平成17年） | 51,571           | [ * 3 ]          | 25,664           | [ 統計 20 ]      |
| 2006年（平成18年） | 51,353           | [ * 4 ]          | 25,562           | [ 統計 21 ]      |
| 2007年（平成19年） | 51,402           | [ * 5 ]          | 25,599           | [ 統計 22 ]      |
| 2008年（平成20年） | 50,407           | [ * 6 ]          | 25,104           | [ 統計 23 ]      |
| 2009年（平成21年） | 48,732           | [ * 7 ]          | 24,277           | [ 統計 24 ]      |
| 2010年（平成22年） | 48,060           | [ * 8 ]          | 23,954           | [ 統計 25 ]      |
| 2011年（平成23年） | 47,256           | [ * 9 ]          | 23,563           | [ 統計 26 ]      |
| 2012年（平成24年） | 47,176           | [ * 10 ]         | 23,528           | [ 統計 27 ]      |
| 2013年（平成25年） | 47,124           | [ * 11 ]         | 23,516           | [ 統計 28 ]      |
| 2014年（平成26年） | 45,972           | [ * 12 ]         |                  |                  |
| 2015年（平成27年） | 46,387           | [ * 13 ]         |                  |                  |
| 2016年（平成28年） | 46,514           | [ * 14 ]         |                  |                  |
| 2017年（平成29年） | 46,843           | [ * 15 ]         |                  |                  |
| 2018年（平成30年） | 46,867           | [ * 16 ]         |                  |                  |
| 2019年（令和元年） | 45,975           | [ 京成 2 ]       | 22,934           | [ 京成 2 ]       |
| 2020年（令和02年） | 35,919           | [ 京成 3 ]       | 17,915           | [ 京成 3 ]       |
| 2021年（令和03年） | 37,994           | [ 京成 4 ]       | 18,965           | [ 京成 4 ]       |
| 2022年（令和04年） | 41,077           | [ 京成 5 ]       | 20,505           | [ 京成 5 ]       |
| 2023年（令和05年） | 42,892           | [ 京成 6 ]       | 21,405           | [ 京成 6 ]       |
| 2024年（令和06年） | 43,829           | [ 京成 1 ]       | 21,887           | [ 京成 1 ]       |

## 駅周辺

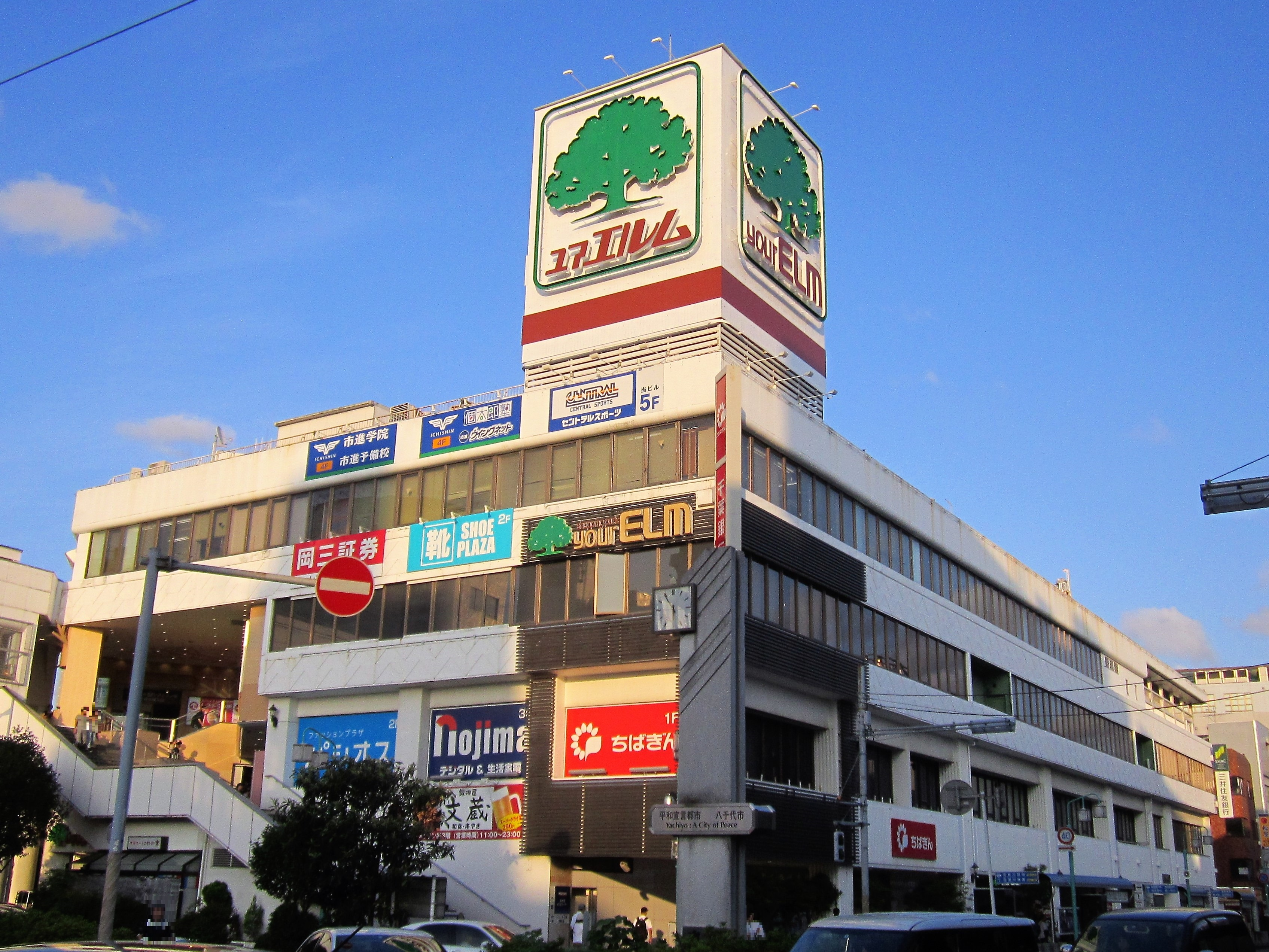
ユアエルム八千代台店

駅周辺は住宅密集地で、駅前は商業地である。「住宅団地発祥の地」として古くからの大規模団地が多く、2000年代に入ってからは西口駅前（北本通り）を中心に老朽化した店舗・住宅を建て替えている物件も多い。また、駅から京成バスに乗車すると、千葉市との市境が、東小学校～花見坂上のバス停の間に存在する。

### 東口

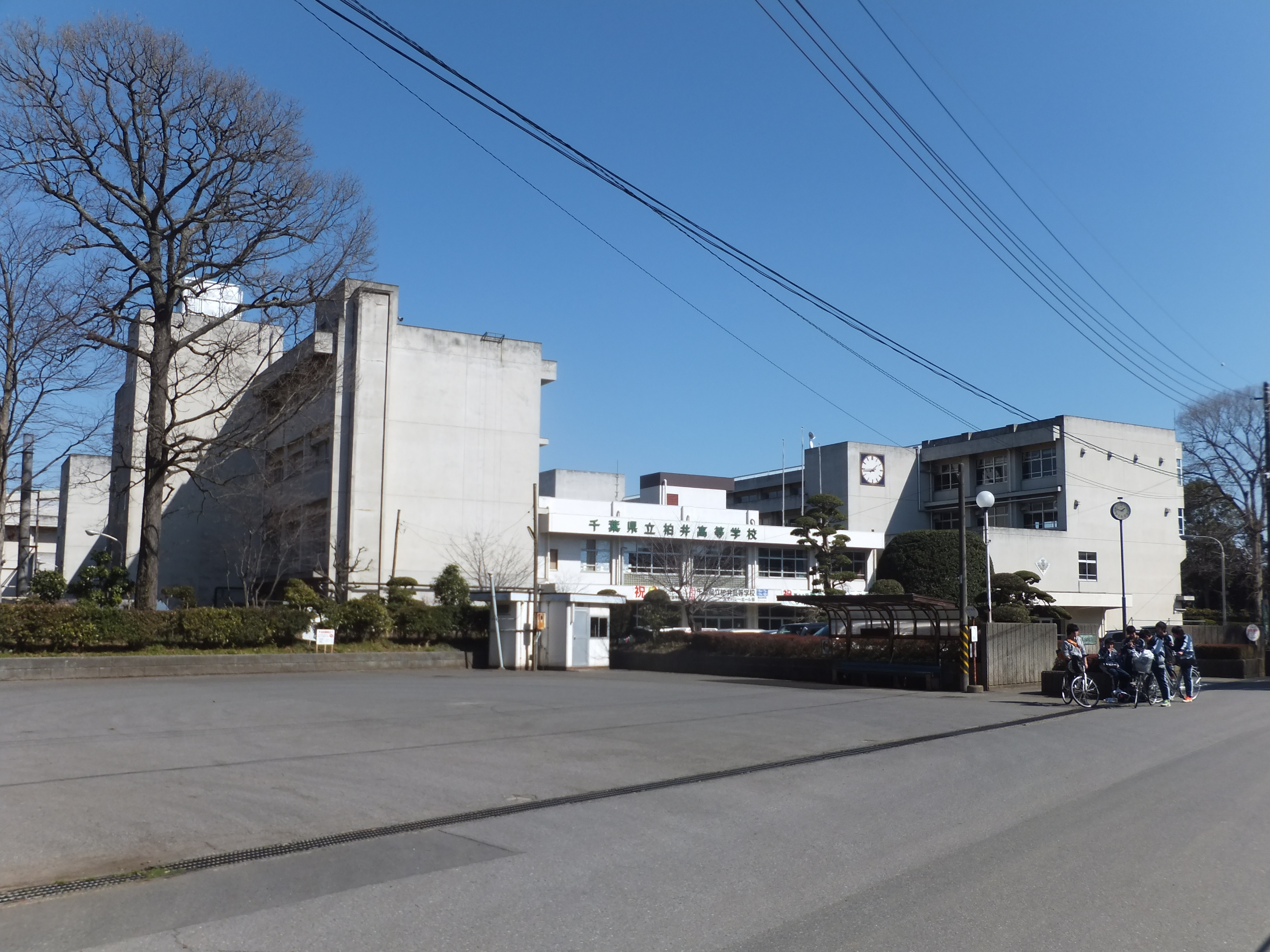
千葉県立柏井高等学校

東口駅前ロータリー交差点には「平和宣言都市」の時計塔がある。ロータリーから南、花見川団地方面に伸びる駅前商店街を「エポラ通り」と称するが、この名称は「ユアエルム」の「エ」、「十字屋ポポ」の「ポ」、「ラオックス」の「ラ」を取ったものである。なお、十字屋およびラオックスは後に閉店し、十字屋跡地はルネ八千代台（マンション）、ラオックス跡地は第3八千代台ビル（カラオケバンバンや八千代台ボウルが入居）となっていたが、現在は建物が解体されている。駅東側には千葉市（花見川区）との市境がある。
- 八千代市役所八千代台東南支所
- 八千代警察署八千代台東交番
- 千葉北警察署作新台交番
- 八千代市中央消防署八千代台分署
- 千葉市花見川消防署作新台出張所
- 八千代商工会議所
- 八千代市八千代台東南公民館
- 千葉市花見川公民館
- 千葉県立柏井高等学校
- 八千代市立八千代台東小学校
- 千葉市立花見川小学校
- 八千代市立八千代台南保育園
- 鷹ノ台ドライビングスクール
- 八千代台東郵便局
- 千葉作新台郵便局
- 三井住友信託銀行八千代支店
- みずほ銀行八千代支店
- ちばぎん証券八千代支店
- ビッグ・エー花見川店
- ヨークマート花見川店
- ナリタヤ花見川店
- 業務スーパー花見川店
- ユアエルム 八千代台店（当駅と連絡通路にて接続）
  - リブレ京成八千代台ユアエルム店
  - ノジマユアエルム八千代台店
  - パシオスユアエルム八千代台店
  - 八千代台ユアエルム郵便局
  - 三井住友銀行八千代支店
  - 千葉銀行八千代支店
  - 千葉興業銀行八千代支店
  - 岡三証券八千代支店
  - セントラルフィットネスクラブ八千代台
- 毎日フードプロダクツ
- マツモトキヨシ 作新台店
- くすりの福太郎八千代台店
- ウエルシア薬局
  - 八千代台東店
  - 花見川作新台店
- 八千代台近隣公園
- 八千代台東子供の森
- 柏井市民の森
- 柏井球場（花見川少年野球クラブ）
- クリエイト八千代台南店／スーパーおっ母さん食品館
- 京成バス習志野出張所花見川車庫

### 西口

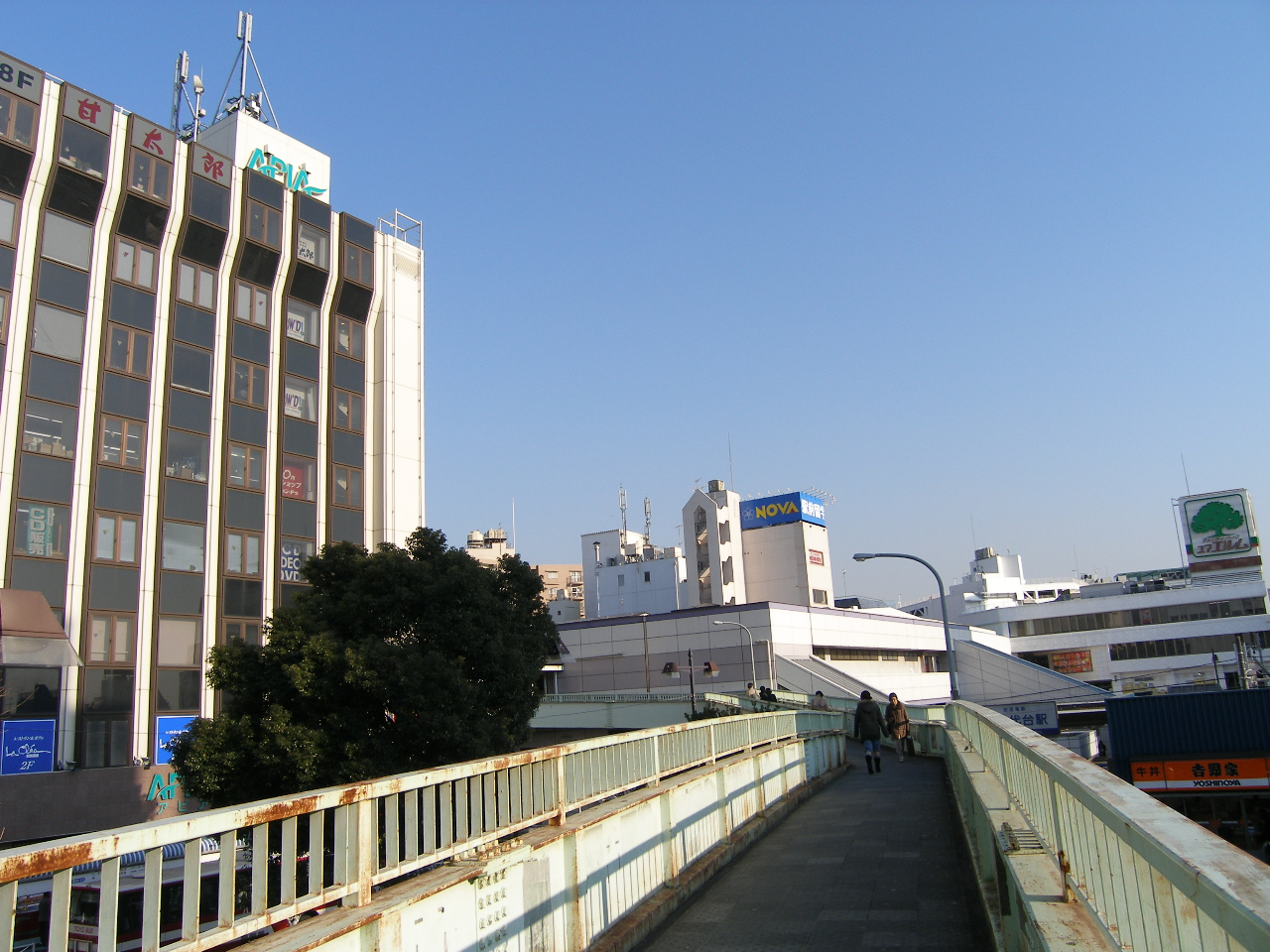
西口歩道橋（2005年12月）

西口ロータリーに「住宅団地発祥の地」の記念碑がある。当初はロータリー中心部にあったが、タクシー用駐車場をリニューアルした際に西口左側のバス停近くに移設された。駅西側には千葉県道262号幕張八千代線が通り、習志野市との市境がある。また、広大な敷地の陸上自衛隊習志野演習場がある。
- 八千代市役所八千代台支所
- 八千代警察署八千代台駅前交番
- 八千代市立八千代台図書館
- 八千代台文化センター
- 八千代市八千代台公民館
- Chopin Salon（クラシック専用音楽ホール）
- 習志野市立習志野高等学校第2グラウンド
- 八千代市立八千代台西中学校
- 八千代市立八千代中学校
- 八千代市立八千代台小学校
- 八千代市立八千代台西保育園
- 八千代リハビリテーション学院
- 八千代台郵便局
- 八千代台西郵便局
- 八千代台北郵便局
- アピア 八千代デパート（ワイズマートなどが入居する商業ビル）
- ビッグ・エー八千代八千代台西店
- ヨークマート八千代台店
- 丸豊本社
- 八千代台団地 - 日本初の大規模住宅団地[10]
- 八千代台北子供の森
- 八千代台グレイスフィールド（旧：日本アイ・ビー・エム八千代台グランド）

## バス路線
駅間や団地を結ぶ路線バスが主流である。駅前にロータリーがあり、京成バス、東洋バス、千葉シーサイドバス、ちばグリーンバス（深夜急行バスのみ）により運行されている。

### 東口
| のりば         | 系統番号       | 経由                                                    | 行先                           | 事業者           | 備考                       |
| -------------- | -------------- | ------------------------------------------------------- | ------------------------------ | ---------------- | -------------------------- |
| 1番のりば      | 八千01         | 花見坂上・団地東口・団地西口                            | 八千代台駅 団地西口 花見川車庫 | 京成バス         | 平日は深夜バスあり         |
| 1番のりば      | 八千02         | 花見坂上・長作新田・畑小学校・新検見川駅                | 新検見川駅 海浜幕張駅          | 京成バス         | 海浜幕張駅行きは1日1本のみ |
| 1番のりば      | 八千04         | 花見坂上・長作新田・畑小学校・新検見川駅                | 海浜幕張駅                     | 京成バス         | 平日2本・土休日1本のみ     |
| 1番のりば      | 八千31         | 花見坂上・団地東口・団地西口・花見川車庫・ユトリシア    | ユトリシア 習志野出張所        | 京成バス         |                            |
| 1番のりば      | 津31           | 団地東口・団地西口・ユトリシア・実花小学校              | 津田沼駅                       | 京成バス         |                            |
| 1番のりば      |                | 勝田台駅・ユーカリが丘駅・京成臼井駅                    | 京成佐倉駅                     | ちばグリーンバス | 深夜急行バス               |
| 2番のりば      | 八千03         | 花見坂上                                                | 柏井高校                       | 京成バス         | 平日3本のみ                |
| 2番のりば      | 八千05         | 花見坂上・第一街区・団地西口                            | 八千代台駅                     | 京成バス         | 平日朝のみ                 |
| 2番のりば      | 八千06         | （急行）                                                | 花見川車庫                     | 京成バス         |                            |
| 2番のりば      | 八千11         | 花見坂上・団地東口・団地西口・鉄工団地                  | いきいきプラザ                 | 京成バス         |                            |
| 2番のりば      | 八千12         | 花見坂上・団地東口・団地西口・花島公園                  | いきいきプラザ                 | 京成バス         |                            |
| 2番のりば      | 八千13         | 横戸団地・こてはし台（外回り） 北柏井・南柏井（内回り） | いきいきプラザ 草野車庫        | 京成バス         |                            |
| 八千代台駅東口 | 八千代台コース | 八千代台循環                                            | 八千代台南市民の森             | 京成バス         |                            |

### 西口
| のりば         | 系統番号           | 経由                                                                 | 行先                      | 事業者             | 備考         |
| -------------- | ------------------ | -------------------------------------------------------------------- | ------------------------- | ------------------ | ------------ |
| 1番のりば      | [50]               | グランド前・市役所前・八千代中央駅                                   | 八千代医療センター        | 東洋バス           |              |
| 1番のりば      | [51]               | グランド前・市役所前                                                 | 八千代中央駅              | 東洋バス           |              |
| 2番のりば      | [41]               | 高津川・高津入口・緑が丘駅・京成バラ園                               | 八千代中央駅              | 東洋バス           |              |
| 2番のりば      | [43]               | 高津川・高津入口・緑が丘駅・京成バラ園・八千代中央駅                 | 八千代医療センター        | 東洋バス           |              |
| 2番のりば      | [223]              | 高津新田・日立製作所・実籾駅                                         | 幕張駅                    | 千葉シーサイドバス | 平日1本のみ  |
| 2番のりば      | 津21               | 日鉄溶接工業・三山車庫・済生会病院                                   | 津田沼駅                  | 京成バス           |              |
| 2番のりば      | 津22               | 京成バス習志野出張所・三山車庫・済生会病院                           | 津田沼駅                  | 京成バス           |              |
| 2番のりば      | 八千41             | 日鉄溶接工業・習志野高校入口                                         | 実籾駅                    | 京成バス           |              |
| 2番のりば      | 八千46             | 日鉄溶接工業                                                         | 京成バス習志野出張所      | 京成バス           |              |
| 2番のりば      |                    | 勝田台駅・京成臼井駅・JR佐倉駅・JR酒々井駅・公津の杜駅・JR成田駅西口 | 成田空港第2旅客ターミナル | ちばグリーンバス   | 深夜急行バス |
| 3番のりば      | [31]               | 高津川                                                               | 高津団地                  | 東洋バス           |              |
| 3番のりば      | [32]               | 東洋団地入口                                                         | 高津団地                  | 東洋バス           | 平日2本のみ  |
| 3番のりば      | [35]               | 高津川・高津団地                                                     | 緑が丘駅                  | 東洋バス           |              |
| 八千代台駅西口 | 八千代台コース     | 八千代台循環                                                         | 八千代台南市民の森        | 京成バス           |              |
| 八千代台駅     | 偕生園ルート       | 実籾駅・日大実籾                                                     | 偕生園                    | 京成タクシー       |              |
| 八千代台駅     | しょいか〜ごルート | 実籾駅                                                               | しょいか〜ご              | 京成タクシー       |              |

この他、隣接して八千代市コミュニティバス八千代台コースの八千代台駅西口バス停がある。

## 隣の駅
京成電鉄
 本線
- ■「モーニングライナー」・■「イブニングライナー」停車駅

■快速特急・■特急・■通勤特急
京成津田沼駅 (KS26) - 八千代台駅 (KS29) - 勝田台駅 (KS31)
■快速・■普通
実籾駅 (KS28) - 八千代台駅 (KS29) - 京成大和田駅 (KS30)